# Ashihara karate
Ashihara karate (芦原空手) är en modern karatestil som har sin grund i Kyokushin karate.
De båda stilarna påminner tekniskt, tränings- och tävlingsmässigt mycket om varandra. Dock är en skillnad att Ashihara karate lägger stor vikt på övningar två och två då katorna tränas parvis.
En av Kyokushinkais främsta instruktörer under 1960- och 1970-talen var Hideyuki Ashihara, (芦原英幸), som 1980 bildade en egen organisation, NIKO, New International Karate Organisation - Ashihara Kaikan, (新国際空手道連盟-芦原会館). Detta var starten för en ny typ av karate, Ashihara karate. Hideyuki Ashihara blev stilens överhuvud, vilken kallas Kancho, (館長). 
Hideyuki Ashihara utvecklade en modern form av karate som bygger på ett rörligt försvar som kombinerar försvar och attack i samma rörelse. Denna metod kallade Hideyuki Ashihara för sabaki, (サバキ), vilket översatt till svenska betyder "kontroll". Sabaki är grunden för Ashihara karate. Sabaki är, inom Ashihara karate, ett rationellt förhållningssätt till kamp som visar på att det inte är den starkare, utan snarare den som har byggt upp sin kroppskontroll genom träning, som vinner. Tanken med sabaki-rörelser är "att slå utan att bli slagen", "sparka utan att bli sparkad", och "att slå ner motståndaren utan att själv bli nedslagen". Ashihara karate räknas som en av de mer fysiskt krävande stilarna. Tävlingar avgörs under så kallade "knock-down"-regler, där enbart nedslagning/utslagning räknas; teknik eller stil premieras inte.
Hideyuki Ashihara avled den 24 april 1995, 50 år gammal. Efter hans död tog hans son Hidenori Ashihara, (芦原英典), över rollen som Kancho för NIKO. När man idag talar om Hideyuki Ashihara, kallas han Sendai Kancho, (先代館長).
Ashihara karate utövas i en dojo, (道場), träningslokal. Där använder man sig av dojo kun, (道場訓), träningsregler.
Det internationella sommarlägret i Danmark är ett av de största lägren som anordnas inom Ashihara karate. Där samlas utövare från hela världen för att träna tillsammans och utveckla sig själva. Under 2010 deltog drygt 160 utövare på det danska sommarlägret.
I Sverige har Ashihara karate representerats med dojos i Luleå, Boden, Kalix, Jokkmokk, Uppsala och Tierp.

## Biografi
Sendai Kancho Hideyuki Ashihara föddes den 5 december 1944 utanför Hiroshima. Han växte upp med sina farföräldrar i den lilla byn Nomicho. Som pojke var han en orolig själ och hamnade ofta i slagsmål. För att få utlopp för sin energi kom den unge Ashihara att vid 10 års ålder börja ägna sig åt kendo, vilket blev hans första kontakt med budo.
År 1960, när Hideyuki Ashihara var 15 år gammal, flyttade han till Tokyo och började arbeta på en bensinmack. Denna mack var hans arbetsplats i sex år. I september 1961 besökte han för första gången en karateklubb. Där såg han karateutövare träna och sparras under hårda och realistiska former, något som han genast tyckte om. Klubben var Oyama Dojo, som sedermera blev Kyokushinkai honbu dojo. Ashiharas träning var hård och intensiv. Han deltog på vartenda träningspass och envisheten gjorde det möjligt för honom att gradera sig till Shodan den 26 mars 1964. Han var 19 år gammal och ingen på dojon kunde besegra honom i kumite. 1966 blev han instruktör i Kyokushinkai karate på dojon. Han gjorde en bra insats och det beslöts att han skulle få äran att få åka till Brasilien för att instruera och sprida Kyokushinkai karate, vilket han drömt om i flera år.
Nu blev det inte så. Ashihara hamnade i ett slagsmål på gatan och besegrade fem motståndare. Polisen tog in honom för förhör men Ashihara vägrade uppge vem han var. Situationen blev hetsig och en av polismännen blev nedslagen. Ett ID-kort avslöjade vem han var och hela incidenten rapporterades till Kyokushinkai honbu dojo. Ashihara blev avstängd från all träning. Efter två månaders avstängning togs han till nåder och skickades till södra Japan, till Nomura på ön Shikoku. Efter endast tre månader kallades han tillbaka till Tokyo. Han fick återigen möjligheten att resa till Brasilien. Denna gång tackade han nej. Han ville återvända till Nomura och fortsätta sitt arbete där. Så blev det och det var då som Hideyuki Ashiharas rykte som kampkonstutövare och instruktör började sprida sig i den delen av Japan.
Nomura visade sig dock vara en alltför liten ort, vilket gjorde att Hideyuki Ashihara flyttade sin verksamhet till grannstaden Yawatahama. Där fick han på kort tid en av de största kyokushinkaiklubbarna i Japan och verksamheten spred sig till ytterligare två städer, Uwa och Uwajima. Det var under denna period som hans koncept med sabaki växte fram. Tre huvudpunkter för Ashihara karate utvecklades. Det var förberedelser och användandet av de fyra positionerna, maai (avståndsbedömning, timing) och att ställningen måste alltid vara bra oavsett situation, för att kunna röra sig obehindrat. Ashihara fortsatte till staden Matsuyama och Ashihara karate blev snabbt populärt även där. Klubbar för Ashihara karate startades vid universiteten i området och klubbar öppnades även på andra platser, som i Hiroshima, Osaka, Kyoto, Kobe, Nara och Shiga. I mars 1978 började byggandet av dojon i Matsuyama och Ashihara flyttade dit i slutet av det året. Under 1979 blev dojon klar och sedan 1980 är den honbu dojo för NIKO.
Hideyuki Ashihara var vid detta tillfälle fortfarande ansluten till Kyokushinkai, 5 dan Shihan, vilket gjorde att instruktörer i angränsande landskap började protestera mot Ashiharas klubbar som växte sig allt starkare. För att undvika konflikt inom Kyokushinkai valde Ashihara att vid ett officiellt möte i Tokyo i mars 1978 dra sig tillbaka från aktivt utövande av karate. Han sade sig vara  villig att frånsäga sig ansvaret för de klubbar han byggt upp och endast fortsätta att driva sin klubb i Matsuyama. Detta visade sig dock inte räcka utan kort därefter uteslöts Hideyuki Ashihara från Kyokushinkai, efter påtryckningar från konkurrerande instruktörer. Det var mot bakgrund av detta som han bildade NIKO i september 1980, en organisation inom vilken han kunde fortsätta att utveckla sin egen karate.
Kort efter bildandet av NIKO började Sendai Kancho Hideyuki Ashihara planera publicerandet av en bokserie om Ashiharasystemet. Den första delen kom ut 1983 och total publicerade han tre böcker varav två är översatta till engelska. Det finns även tre instruktionsfilmer med Sendai Kancho, vilka än idag används som referensmaterial.
1987 började de första tecknen på Sendai Kanchos sjukdom att visa sig. Han hade drabbats av ALS, en sällsynt nervsjukdom. Under början på 1990-talet blev han allt sämre och avled den 24 april 1995, 50 år gammal. Över 1 000 personer var på begravningen och gav sitt sista farväl till en man som gick till historien som en stor karatemästare.

## Organisation
I Ashihara karate NIKO används en enkel, direkt struktur för ledning och styrning av verksamheten. I toppen finns Kancho. Kancho leder so-honbu dojo, (総本部), huvuddojon. En enskild dojo, eller shibu dojo, (支部道場), ses som en förgrening inom NIKO. En shibu dojo leds normalt av en shibucho, (支部長), "överhuvud". En person som utses till shibucho måste vara Shodan, 1 dan, i Ashihara karate. Ett kontrakt skrivs mellan Kancho och en shibucho, där båda parter förbinder sig att följa fastställda regler. En av dessa regler är att varje enskild shibucho har en direktkontakt med so-honbu utan mellanhänder.

## Dojo kun
1. Vi kommer alltid att vara höviska. (一つ 礼節を忘れない事)
2. Vi kommer att göra det bästa av våra ansträngningar. (一つ 努力精進を怠らない事)
3. Vi kommer att fortsätta att förbättra vår anda och teknik. (一つ 心技の向上を図る事)
4. Vi kommer att upprätthålla en utmanande anda. (一つ チャレンジの精神を持ち続ける事)
5. Vi kommer att reflektera över oss själva idag, och sträva efter att förbättra oss imorgon. (一つ 常に反省を忘れない事)
6. Vi kommer utföra karate som ett sätt att lära känna livet självt. (一つ より正しい空手の道を全うする事)

## Gradsystemet
- 10 Kyu (vitt bälte med ett rött streck, alternativt orange/rött bälte)
- 9 kyu (vitt bälte med 2 röda streck, alternativt orange/rött bälte med 1 streck)
- 8 Kyu (blått bälte)
- 7 Kyu (blått bälte med ett streck)
- 6 Kyu (gult bälte)
- 5 Kyu (gult bälte med ett streck)
- 4 Kyu (grönt bälte)
- 3 Kyu (grönt bälte med ett streck)
- 2 Kyu (brunt bälte)
- 1 Kyu (brunt bälte med ett streck)
- 1 Dan (svart bälte med ett streck)
- 2 Dan (svart bälte med två streck)
- 3 Dan (svart bälte med tre streck)
- 4 Dan (svart bälte med fyra streck)
- 5 Dan (svart bälte med fem streck)

Toru Nishiyama (Tokyo), Shore Yasuaki (Kansai) och Kim Andersen (Danmark) har 5:e Dan. Kancho är stilens överhuvud och har ingen Dan-grad. (Detta gällde även Sendai Kancho).
Strecken på kyu-bältena används inte i Japan.

## Ashiharas kator
- Soshin kata の型
  - Nybörjarkata, fokus förflyttning ifrån motståndaren, 3 stycken
- Kihon kata の型
  - Fokus förflyttning till sidan av motståndaren, 3 stycken
- Nage kata の型
  - Nedläggning av motståndaren, 4 stycken
- Kumite kata (組手の型)
  - Figthing-, sparringkata, 5 stycken
- Jissen kata (実戦の型)
  - Kenka karate, så kallad street fightkata, fokus kontrollera två motståndaren
- Goshin kata (護身の型)
  - Självförsvarskata - lärs endast ut i Japan
- Buki kata の型
  - Vapenkata, till exempel tonfa - en del ashihara "branches" jobbar med vapen kata från 2 dan och uppåt.
- Enshin kata の型
  - En speciell form av avancerad kata, kallad Inner circle kata.